# Bãi Dứa
Bãi Dứa là một bãi biển tại thành phố Vũng Tàu. Đây là một bãi biển đẹp và hoang sơ, nước biển và bãi cát sạch và ít có sóng to, có nhiều bãi đá đẹp. Bãi Dứa nằm bên cạnh con đường ven biển Vũng Tàu (có 3 tên gọi tùy theo từng đoạn: Trần Phú, Quang Trung và Thùy Vân). Khu vực gần Bãi Dứa có các cơ sở lưu trú và nhà hàng. Đây là một trong các bãi biển chính của Vũng Tàu (Bãi Trước, Bãi Sau, Bãi Dâu). Cùng với những bãi tắm khác của Vũng Tàu, Bãi Dứa là một nơi du khách đến từ khu vực Đông Nam Bộ cũng như cả nước và quốc tế.